# Francis Pangilinan

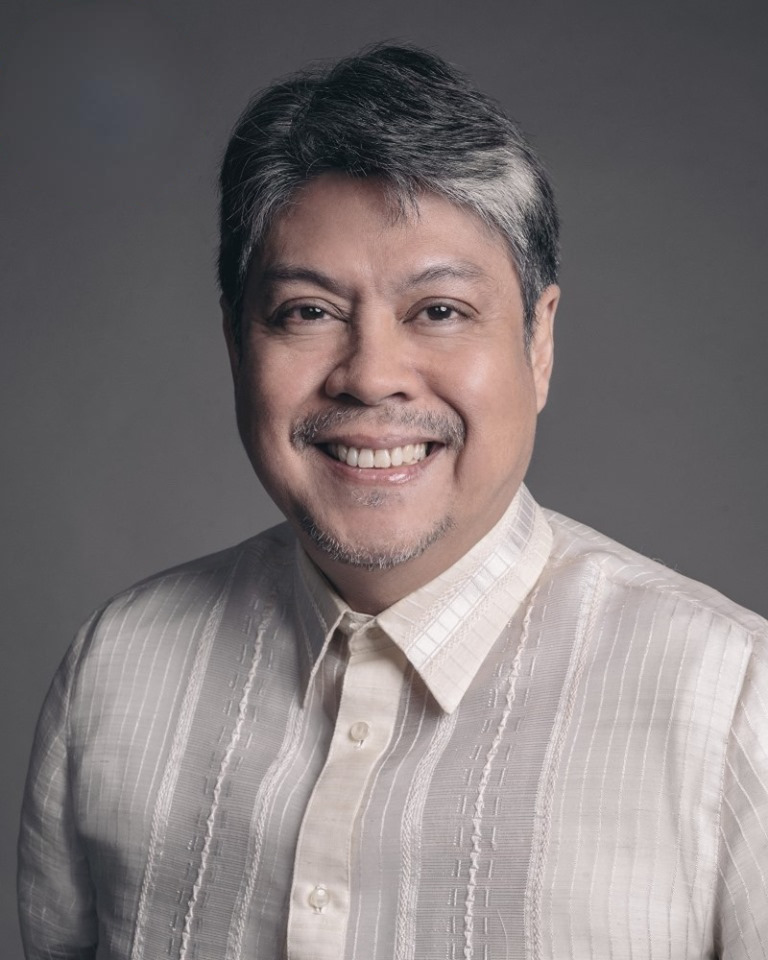
Francis Pangilinan

Francis "Kiko" Pangilinan (Manilla, 24 augustus 1963) is een Filipijns politicus. In 2001 werd Pangilinan gekozen als lid van de Filipijnse Senaat. Zes jaar later werd hij tijdens de verkiezingen van 2007 als onafhankelijk kandidaat herkozen.

## Vroege levensloop en carrière
Pangilinan werd geboren op 24 augustus 1963 in Manilla als zoon van Donato Pangilinan, een ingenieur en ondernemer uit Pampanga, en Emma Nepomuceno, een lerares aan de openbare school uit Nueva Ecija en Marinduque. Hij is het vijfde kind uit een gezin van negen.
Kiko, zoals hij algemeen bekendstaat, werd een bekendheid toen hij als jonge advocaat gratis juridische bijstand verleende in het televisieprogramma Hoy Gising! uitgezonden door ABS-CBN. Hij presenteerde naast dit tv-programma ook nog radioprogramma's, waaronder Batas en Relos Report with Atty. Kiko op DZMM. Dit waren programma's met als doel om het Filipijnse rechtssysteem beter bekend te maken bij het grote publiek.
In 1997 verliet Panhilinan het land samen met zijn vrouw Sharon Cuneta en dochter, om in Boston een masteropleiding Public Administration aan de Kennedy School of Government te gaan volgen.
Na het behalen van zijn diploma keerde hij na 18 maanden onderbreking terug op televisie met een nieuw zelfbedacht televisieprogramma getiteld Barangay Dos. In dit programma op ABS-CBN, dat hijzelf presenteerde, werd geprobeerd om problemen waar gewone Filipino's mee te maken hebben, op te lossen. Door dit programma werd hij een grote bekendheid in de Filipijnen.

## Politieke carrière
Panginilan was van 1988 tot 1992 raadslid van Quezon City en was daarmee de jongste gekozen raadslid van de stad op dat moment. In 2001 werd hij gekozen als senator. Zes jaar later werd hij herkozen voor een tweede termijn. Op 23 juli 2007 werd Kiko Pangilinan gekozen als majority leader van de Senaat.